# Noriko Sakai
Noriko Sakai (酒井法子?, Sakai Noriko; Fukuoka, 14 febbraio 1971) è una cantante, attrice e idol giapponese.
In veste di cantante ha inciso 34 album discografici, mentre in veste di attrice ha interpretato 15 film, tra cui l'horror Ju-on: The Grudge 2. Nel 1996 un suo servizio fotografico apparve sulla rivista Shûkan Playboy.

## Carriera
Il 5 febbraio 1987 la Sakai incise il suo primo singolo, intitolato Otoko no Ko ni Naritai, al quale seguì il primo album, Fantasia, uscito il 1º luglio 1987. Seguirono altri 33 album.
Nel 1993, Noriko Sakai esordì come attrice, interpretando un ruolo nel film per la televisione Hitotsu yane no shita. Nel 2003 interpretò il ruolo di Kyoko Harase in Ju-on: The Grudge 2 e nel 2004 interpretò un altro J-Horror, Premonition.
Nel 1987 curò la colonna sonora dell'anime D'Artagnan e i moschettieri del re e nel 1992 cantò la canzone Ureshii Namida, sigla iniziale dell'OAV Video Girl Ai.

## Discografia

### Album
- Noriko Part 1 - Fantasia (1987)
- Yumeboken NORIKO SPECIAL (1988)
- Noriko Part 2 - Guanbare (1988)
- Noriko Part 3 - Lovely Times (1988)
- Noriko Part 4 - Blue Wind (1989)
- Noriko Part 5 - My Dear (1989)
- Singles - Noriko Best (1990)
- Noriko Part 6 - White Girl (1990)
- Noriko Part 7 - Sweet'n Bitter (1991)
- CD-FILE 1 (1991)
- CD-FILE 2 (1991)
- CD-FILE 3 (1991)
- Noriko Part 8 - Magical Montage company (1991)
- Sentimental Best (1991)
- Noriko Part 9 - Mammoth (1992)
- Singles - Noriko Best 2 (1992)
- Noriko Part 10 - Anata-ga Michite Yuku (1993)
- Noriko Part 11 - 10 Songs (1994)
- Natural Best (1994)
- Watercolour (1995)
- TWIN BEST (1995)
- Noriko Part 12 - Sugao (1996)
- YOUYENCHI ENRI (1996)
- ASIAN COLLECTION'97  (1997)
- Work Out Fine (1998)
- ASIAN TOUR SPECIAL `ASIAN COLLECTION'98  (1998)
- Pure Collection (1999)
- ASIA2000 - WORDS OF LOVE  (2000)
- Single - Noriko Best III (2003)
- Daisuki - My Moments Best (2007)

## Filmografia
- Hitotsu yane no shita (film TV) di Kozo Nagayama (1993)
- Deatta koro no kimi de ite (miniserie TV) (1994)
- Hoshi no kinka (serie TV) (1995)
- Hitotsu yane no shita 2 (film TV) di Kozo Nagayama, Masataka Takamaru e Hideki Takeuchi (1997)
- Seija no koushin (serie TV) (1998)
- Hana no oedo no Tsuribaka Nisshi di Tomio Kuriyama (1998)
- Poketto monsutâ: Pichû to Pikachû (narratrice) (2000)
- Toshiie to matsu: kaga hyakumangoku monogatari (serie TV) (2002)
- Okami ni narimasu! (serie TV) (2003)
- Ju-on: The Grudge 2 di Takashi Shimizu (2003)
- Premonition (Yogen) di Norio Tsuruta (2004)
- Moonlight Jellyfish (Munraito jierifisshu) di Kosuke Tsurumi (2004)
- I Am Nipponjin di Takashi Tsukinoki (2006)
- Maru maru chibi maruko chan (serie TV) (2007)
- SS - Special Stage (Esu esu) di Yoshinori Kobayashi (2008)